# 설악산
설악산(雪嶽山, Seoraksan, Mt. Seorak)은 대한민국 강원특별자치도 속초시, 양양군, 인제군, 고성군에 걸쳐 있는 해발고도 1,708미터의 산이다. 대한민국에서는 한라산과 지리산 다음으로 높은 산이다.  추석 무렵부터 눈이 내리기 시작하여, 여름이 되어야 녹는 까닭으로 이렇게 이름 지었다. 해방 및 분단 이후 한국 전쟁 때까지는 이 산이 조선민주주의인민공화국 영토에 속했으나 한국 전쟁 이후에는 대한민국 영토가 되었다.

## 산의 지리와 동식물

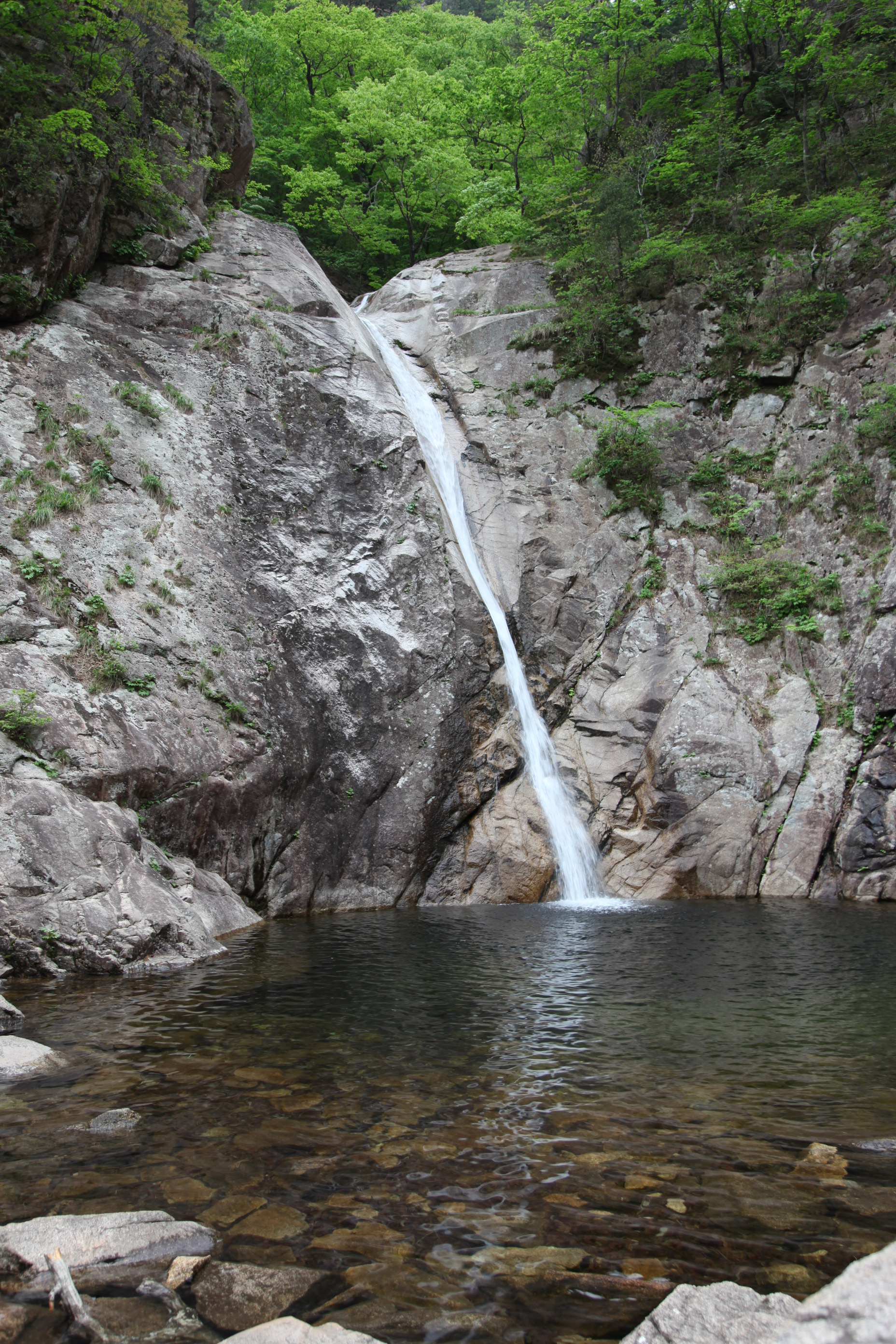
비룡폭포

1965년에 천연기념물 제171호로, 1970년 3월 24일에 설악산국립공원으로 지정되었다. 1982년 8월에는 유네스코가 생물권보전지역으로 지정했다.
설악산은 크게 내설악과, 외설악, 그리고 남부설악(남설악)으로 구분짓는데, 대청봉을 중심으로 북서편의 인제군에 속하는 지역을 내설악이라 하고, 동편으로 바라 보이는 바다에 연해있는 속초시에 속하는 지역을 외설악이라 하며, 남편의 양양지역을 남설악 또는 남부설악이라고 하는 것이다.
내설악은 수렴동계곡, 백담계곡, 가야동계곡, 구곡담계곡, 12선녀탕, 대승폭포, 용아장성 등의 빼어난 계곡과 산세로 이름이 높아 절경을 자랑하며, 외설악은 천불동계곡과 더불어 울산바위, 권금성, 금강굴, 비룡폭포, 토왕성폭포 등의 기암절벽과 폭포가 아름답고 접근이 쉬워 사람들의 발길이 잦은 곳이다. 최근에는 대청봉으로 오르기 쉬운 한계령이나 오색지역의 남부설악에도 사람들이 많이 찾고 있는데, 한계령에서 오르는 길은 계곡이 발달한 설악산에서는 드물게 긴 능선이 이어지는 서북주릉의 일부를 지날 수 있다.
설악산 일원의 생물상은 기후와 특성에 따라 내설악과 외설악이 각기 다른 생태계를 이루고 있다. 내설악은 내륙성 기후로 완만한 경사와 두터운 토양층으로 이뤄져 숲이 무성하고 동물의 서식이 풍부한 반면 외설악은 해양성 기후로 지세가 급경사를 이루고 탐방객의 발길이 잦아 동물의 서식이 적은 편이다. 산양이나 반달가슴곰등 천연기념물을 비롯하여 희귀동식물이 서식한다.

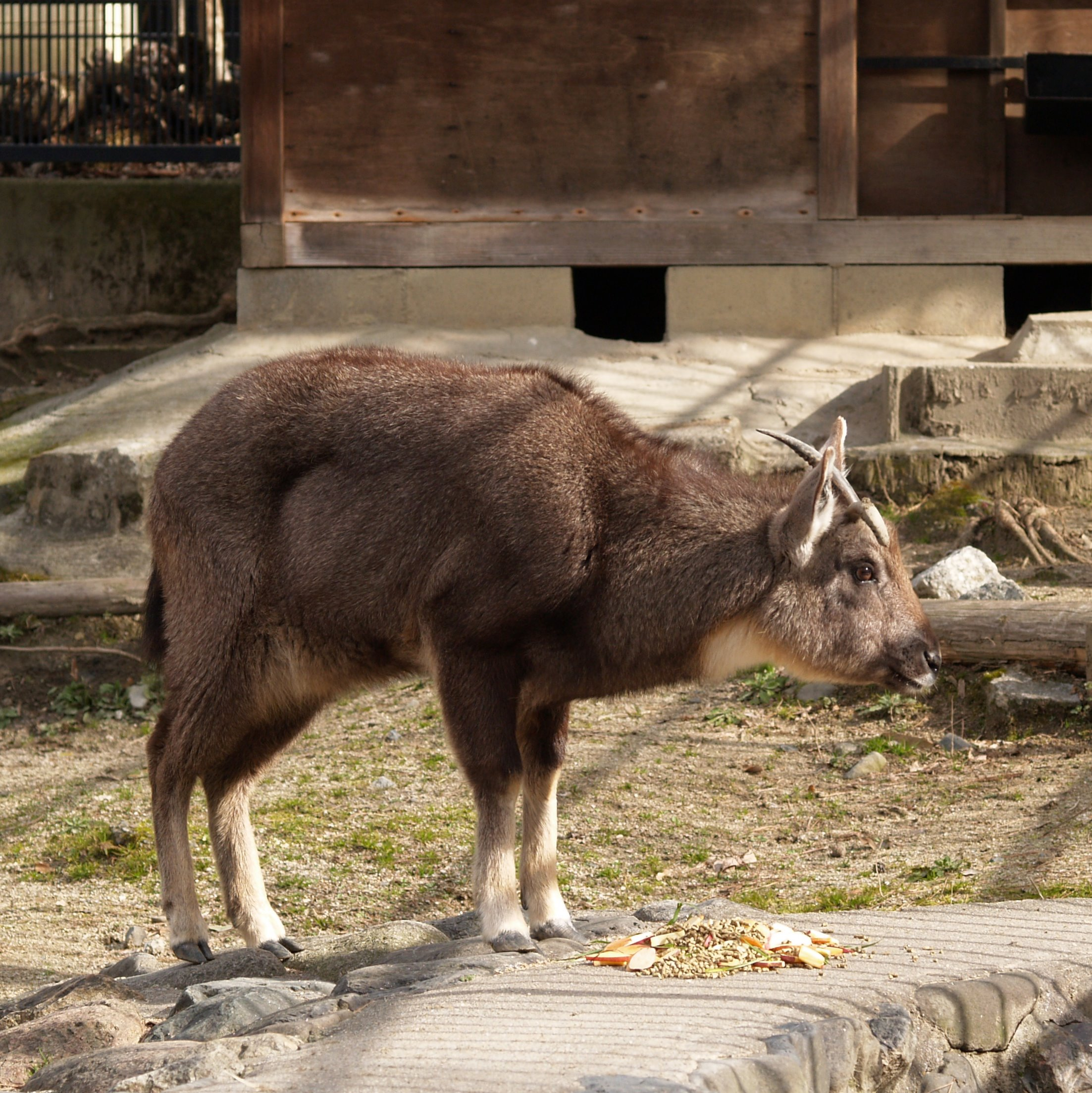
산양은 설악산을 대표하는 동물이다.

## 지질
설악산은 경기 육괴 동부에 위치해 있어, 설악산 외곽 지역은 선캄브리아기의 편마암으로, 설악산 중심부는 중생대 쥐라기 및 백악기의 화강암으로 구성된다. 설악산은 전형적인 한국의 화강암 산으로 설악산 공룡능선, 울산바위와 같은 험준한 봉우리 지형을 형성한다. 백담계곡 지역에는 중생대 백악기의 퇴적암 지층 백담층군이 소규모로 분포한다. 금왕 단층은 설악산 남부에서 그 연장이 종료되며 더 이상 연장되지 않는다. 설악산에는 한계령 단층, 가야동 단층, 미시령 단층 등 다수의 단층이 지나간다.

## 설악산 천연보호구역
설악산 천연보호구역은 강원특별자도의 인제군, 양양군, 속초시에 걸쳐 넓게 펼쳐져 있다. 1965년 11월 5일 대한민국의 천연기념물 제171호로 지정되었다.
'설악'이란 이름은 주봉인 대청봉(1,708m)이 1년중 5∼6개월 동안 눈에 덮여 있어서 붙여진 이름이라고 한다. 연평균 기온이 10℃를 넘지 않는 저온지대에 속하며, 연 강우량은 내설악이 1,000mm 정도, 외설악이 1,300mm 정도이다. 설악산의 웅장하고 아름다운 경관은 대규모의 화강암 관입과 더불어 암질과 절리의 차이에 따른 차별침식의 결과로 보고 있다.
천연보호구역 내의 식물은 약 1,013종의 식물이 분포하는 것으로 알려져 있다. 주로 신갈나무, 당단풍나무, 졸참나무, 서어나무 등의 활엽수림과 소나무, 잣나무, 분비나무 등의 침엽수림이 섞여 숲을 이룬다. 그 밖에 금강배나무, 금강봄맞이, 금강소나무, 등대시호, 만리화, 눈설악주목, 설악아구장나무, 설악금강초롱, 솜다리 등 특산물 65종, 눈측백 노랑만병초, 난쟁이붓꽃, 난사초, 한계령풀 등 희귀식물 56종이 보고되고 있다.
천연보호구역 내의 동물은 1,562종이 보고되어 있는데 이 가운데 반달가슴곰, 사향노루, 산양, 수달, 하늘다람쥐, 황조롱이, 붉은배새매, 열목어, 어름치 등은 별도의 천연기념물로 지정되어 있다.
설악산 천연보호구역은 특별히 보존해야 할 지질·지형 및 동·식물 자원이 풍부하며, 경치가 매우 아름답다. 또한 전통 사찰 등 많은 문화유산들을 가지고 있는 우리나라의 대표적인 산 중의 하나이므로 설악산 전체를 천연기념물로 지정하여 보호하고 있다.

## 설악산에 얽힌 설화
다음은 설악산에 있는 울산바위에 얽힌 설화이다.
아주 먼 옛날 금강산에서 바위 경연 대회가 있었다. 울산바위가 울산에서부터 걸어 올라오다가 설악산에서 잠시 쉬어 가게 되었다. 그런데 바위 경연 대회가 열리는 날까지도 설악산에서 금강산으로 가지 못하였고, 이렇게 해서 울산바위는 오도가도 못하고 설악산에 눌러앉게 되었다.

## 등산길

### 외설악

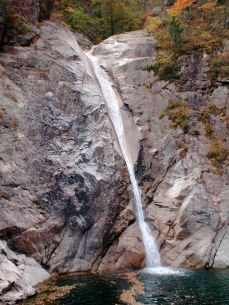
비룡폭포

- 천불동계곡 코스 : 설악동-(3.0km)-비선대-(3.0km)-양폭 대피소-(2.0km)희운각 대피소-(1.3km)-소청봉-(1.2km)-대청봉

속초시에서 접근성이 좋아 가장 많은 사람들이 일반적으로 많이 찾는 등산로다. 설악동에서 비선대까지는 약 3.0km 정도로 2.5km 정도까지는 차도 다닐 수 있을 정도로 길이 넓기 때문에 아주 편안하게 접근할 수 있어 한시간 정도면 지날 수 있다. 비선대를 지나 구름다리를 건너 비선대지킴터를 지나면 삼거리가 나오는데, 오른편의 가파른 계단길이 마등령과 금강굴로 오르는 길이고 철조망으로 된 문을 지나 왼편으로 이어지는 탐방로가 바로 천불동계곡 코스이다.
천불동계곡은 비선대에서 양폭 대피소 위쪽의 계곡이 시작되는 구간까지를 말하는데, 비선대에서 양폭 대피소까지는 3.0km고 양폭 대피소에서 희운각 대피소까지는 2.0km 정도 된다.
천불동계곡에 들어서면 불상과도 같은 기암괴석이 좌우로 길게 늘어서 있다. 귀면암을 지나 양폭에 이르는 길은 수려한데다가 경사도 가파르지 않고 평평한 편이어서 비교적 오르기 쉬운 편이다. 양폭 대피소를 지나서 오른쪽으로 길게 이어진 철계단을 오르면 정면에 폭포가 보이는데 그 아래의 소는 깊이를 알 수 없을 만큼 푸른 빛을 띠고 있다. 양폭을 지나서 천불동계곡이 거의 끝나는 지점에 이르면 경사가 가파르게 이어지기 시작한다. 길은 돌로 만들어진 계단으로 되어 있다.
돌계단을 다 오르고 나면 오른편으로는 다가서기 두려울 정도로 높이 솟아오른 능선이 보이는데 그곳이 바로 설악중진설악이라 불리는 공룡능선이다. 왼편으로 이어진 길을 따라 100m 정도 걸어가면 산장이 나오는데 그곳이 희운각 대피소다. 희운각 대피소에서 발원하는 물줄기는 가야동계곡을 따라 내려가는데 깊은 산중에 있는 대피소인만큼 물도 아주 차서 깊은 산중의 정취를 한껏 느낄 수 있다.
희운각 대피소에서 대청봉까지는 2.5km 정도인데, 거기서부터 소청봉까지 1.3km 정도만 급경사길을 오르고 나면 소청봉에서 대청봉까지는 비교적 손쉽게 갈 수가 있다.
희운각대피소 오른쪽으로 난 철계단을 오르기 시작하면 소청봉으로 오르게 된다. 소청봉으로 오르는 길은 경사는 급하지만 공룡능선을 한눈에 바라볼 수 있으므로 쉬엄쉬엄 올라가며 뒤를 돌아다보면 힘든 것도 잊을 수 있다.
소청봉에 오르면 북쪽으로는 멀리 금강산이 바라보인다고 하며, 남쪽으로는 중청봉과 대청봉이 연이어 솟아 있다. 현재 중청봉에는 군사시설이 위치해 있어 오를 수 없으며 중청봉의 동쪽사면을 따라 돌아가야 한다. 중청봉을 지나면 설악 대피소가 자리하고 있으며, 대피소를 지나면 대청봉에 오를 수 있다.
- 공룡능선 코스 : 설악동 -(3.0km)- 비선대 -(3.5km)- 마등령 - (공룡능선 5.1km) - 희운각 대피소 -(2.5km)- 대청봉

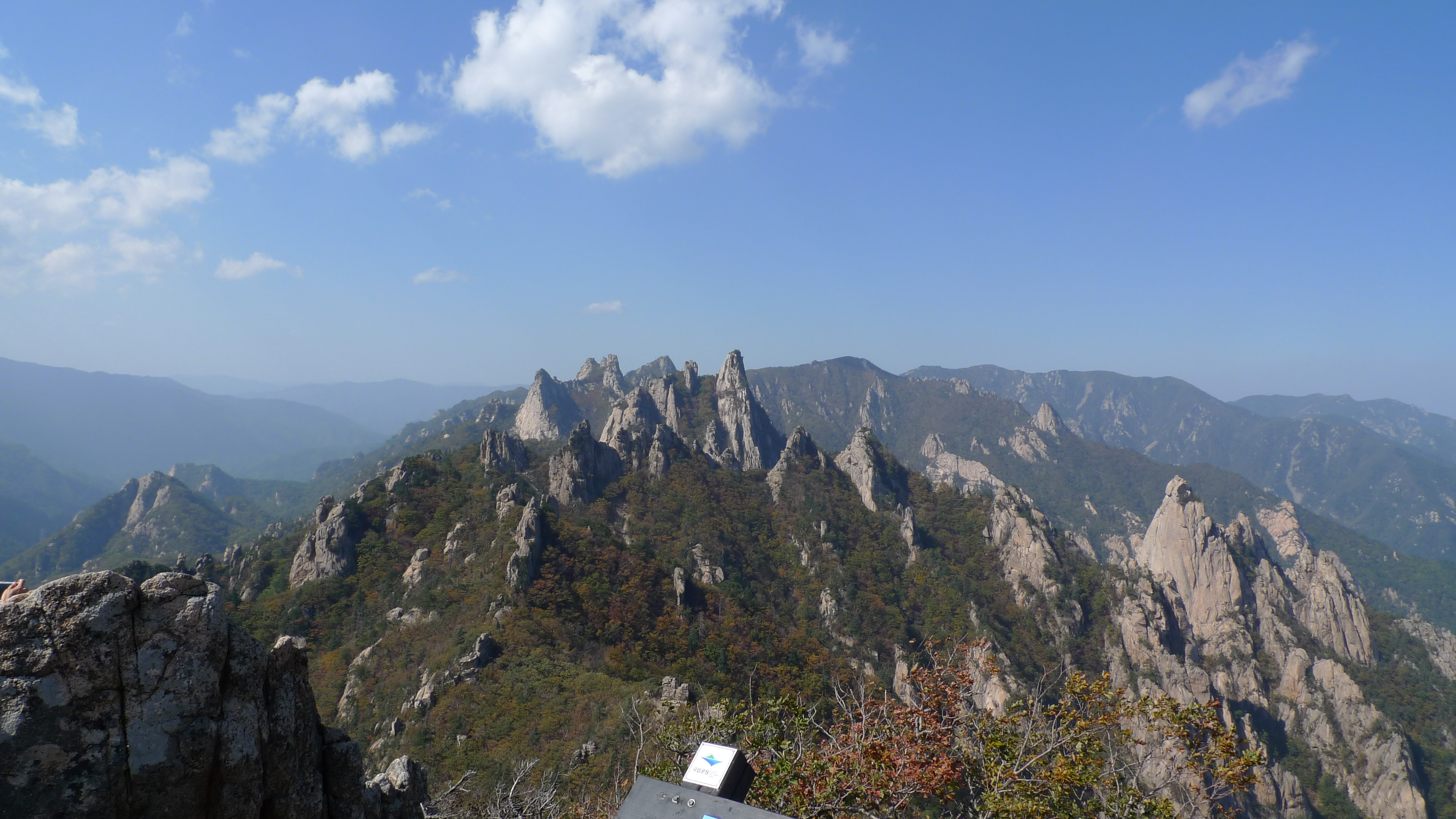
공룡능선의 절경

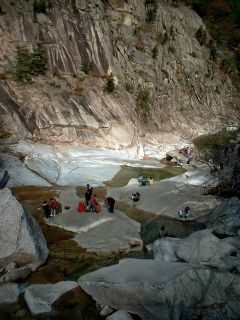
비선대

공룡능선은 속초시와 인제시의 경계를 이루는 능선으로 설악산을 내설악과 외설악으로 구분할 때 그 경계가 되기도 한다. 공룡능선을 따라 오르면 동쪽으로는 권금성이 보이고, 서쪽으로는 용아장성을 조망할 수 있어 설악산 내에서 가장 멋진 경관을 볼 수 있는 곳으로 유명한데, 이 때문에 공룡능선을 '설악 중 진설악'이라고 이르기도 한다.
공룡능선은 설악동과 백담사쪽에서 오를 수 있는데, 이 둘을 연결하는 마등령의 정상에서 남쪽으로 이어지는 능선이 바로 공룡능선이다.
설악동에서 비선대까지 간 다음, 비선대에 있는 구름다리를 지나 오른편(서쪽)으로 난 길을 따라 올라가면 마등령으로 오를 수 있다. 계단을 오르자마자 금강굴이 보이며 계속해서 서쪽으로 이어진 길을 따라 가면 그곳이 마등령인데, 비선대에서 마등령까지는 약 3.5km로 대략 세 시간 정도가 걸리는 비교적 가파른 길이다. 마등령까지 오르는 길에는 왼쪽으로 공룡능선이 바라볼 수 있으며 마등령에 가까이 다가가면 공룡능선의 대표적 지릉이라 할 수 있는 천화대가 보인다. 마등령으로 오르는 길에는 샘터가 하나 있는데 공룡능선에 들어서면서부터는 물을 구하기가 어렵기 때문에 반드시 여기서 물을 채우는 것이 중요하다. 또, 갈수기에는 물이 끊길 우려도 있으므로 오르는 길에 내려오는 사람에게 물이 나오고 있는지를 물어 반드시 확인하는 것도 중요하다.
마등령고개에 오르면 북쪽으로 저항령, 활철봉, 미시령으로 이어지는 북주릉으로 가는 길이 나타나는데, 현재는 자연휴식년제 구간으로 입산이 금지되어 있다. 마등령에서 내리막길을 따라 약 200m 정도 내려가면 마등령쉼터라 불리는 너른 공터가 나타나는데, 여기서 바라보는 외설악의 경치가 빼어나며 천불동계곡과 화채릉을 두루 둘러 볼 수 있다.
마등령쉼터의 삼거리에서 남서쪽으로 난 길은 오세암을 지나 백담사로 이어지는 내리막길이며, 남동쪽으로 향하는 길이 바로 공룡능선을 지나 희운각으로 이어지는 5.1km의 능선길이다. 마등령삼거리에서 동쪽으로 난 길을 따라 500m 정도 오르면 나한봉(해발 1,250m)에 이르는데 여기서 남서쪽을 바라보면 기암괴석으로 이루어진 공룡의 어금니와 비슷하다는 용아장성이 보인다.
나한봉에서 길은 왼쪽으로 나 있고 작은 암봉을 넘어 40분쯤 가면 1,275m봉 오르기 전의 안부가 나온다. 이곳에서 왼쪽(동쪽)으로 천불동계곡의 지류인 설악골이 내려다 보인다. 이곳에서 오른쪽(남서쪽)으로는 가야동계곡으로 흐르는 작은 계곡이 시작된다. 이곳에서 지계곡을 따라 가야동계곡 쪽으로 10분 정도 내려서면 물을 구할 수 있는데 안내표지판이 없기 때문에 초행자일 경우 찾기 어려우며, 따라서 반드시 공룡능선상에서는 물을 구할 수 없을 거라는 예상 하에 물을 준비해 가야 한다.
샘터로 내려가는 삼거리를 지나면 바로 1275봉으로 오르는 오르막길이 시작되는데, 아주 가파른 경사로 이어져 있다. 1,275m봉은 공룡릉의 한가운데에 있는 봉우리로서 공룡릉의 상징이라 할 수 있는데, 여기서 마등령까지는 2km, 그리고 희운각까지는 3.1km다.
1,275m봉에서 내려서는 길은 아주 가파른 곳이다. 급경사지대를 내려서면 길은 왼쪽으로 이어진다. 1,275m봉을 지나 나오는 첫 번째 암봉(노인봉, 1,120m)에서 북동쪽으로 뻗은 암릉이 천화대(天花臺)이다.  천화대는 20여 개의 바위 봉우리로 이루어진 암릉인데, 천불동계곡의 지류인 설악골과 잦은바위골을 가르며 비선대부근까지 흘러내린 이 바위 능선에는 석주길,염라길,흑범길 등의 유명한 암릉코스가 있다. 천화대(天花臺)에 우뚝 솟아오른 범봉은 설악산 암릉의 상징이라 할 만큼 수려하다.
1,275m봉을 지나면 또 하나의 급경사 내리막길이 나온다. 돌사태가 난 곳으로서 급경사 바위사면 내리막길을 내려서다가 다 내려서지 말고 중간에서 왼쪽으로 트래버스하여 올라서야한다. 이곳을 지나면 다시 능선길이다. 왼쪽으로는 외설악이 내려다보이고, 오른쪽으로는 가야동계곡과 용아릉이 보인다. 그리고 그 너머로는 서북릉이 보이고, 동남쪽으로는 대청봉과 중청봉이 보이며 곧 1,184m봉에 닿는다. 1,184m봉에서 뒤를 돌아보면 1,275m봉의 모습이 아주 빼어나며, 내,외설악의 전망을 살피기 아주 좋은 곳이다.
1,184m봉을 내려서면 계곡 쪽으로 계속 이어진 길을 따르지 말고 암벽지대가 끝나는 곳에서 표지리본이 나무에 여러 개 달린 왼쪽으로 조금 올라가야한다. 계속 내려서면 가야동계곡으로 내려가게 된다. 1,184m봉을 지나 숲속의 능선 우측으로 길을 따라가면 신선암(1,210 m)에 닿게 된다. 신선암의 전망대라 할 신선대에서는 대청봉(1,708m)과 희운각대피소, 죽음의 계곡이 잘 보인다. 신선대에서는 오른쪽 아래로 급경사 내리막길을 내려서면 곧 무너미고개에 닿는다. 무너미고개에서 오른쪽 아래로는 가야동계곡으로 길이 이어지고, 왼쪽으로는 천불동계곡으로 내려서는 길이며, 직진하면 10분 정도 거리에 희운각대피소가 있다.
- 울산바위 코스 : 설악동-(0.7km)-신흥사-(2.1km)-흔들바위(계조암)-(1.0km)-울산바위

설악동탐방지원센터에서 울산바위까지 오르는 약 3.8km의 코스다. 설악산의 능선과 속초시, 동해를 한 번에 볼 수 있어 인기가 많은 코스 중 하나다.
코스는 설악동탐방지원센터에서 출발한다. 설악동탐방지원센터에서 약 0.7km의 길을 걸어 신흥사까지 가야 한다. 신흥사까지 가는 길 도중에는 권금성으로 올라가는 케이블카가 있다. 권금성 케이블카를 지나면 다리가 나오는데, 그 다리를 건너면 길이 둘로 갈라진다. 이때 왼쪽 길은 비선대로 가는 길이고, 오른쪽 길이 울산바위로 가는 길이다. 오른쪽 길을 따라 가면 신흥사가 나온다.

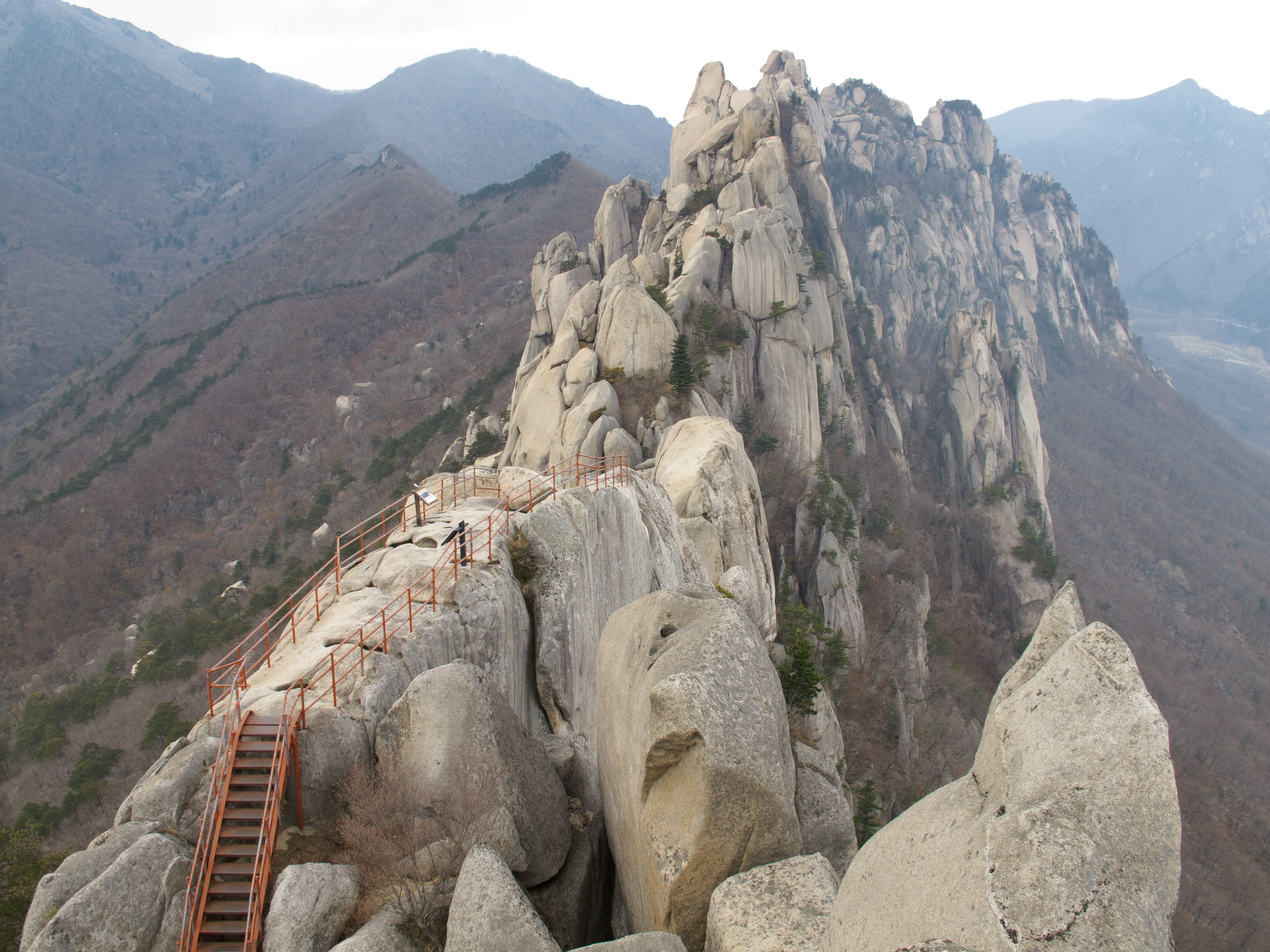
울산바위 정상에서 바라본 울산바위와 설악산

신흥사를 지나면 계곡을 따라 걷는 길이 나온다. 신흥사에서 약 200m를 걸어가면 다리가 나오며, 그 다리를 건너면 안양암이 나온다. 안양암을 지나 계속 계곡을 따라 걸어야 한다. 계곡을 따라 걷는 길은 경사도 심하지 않고 길이 잘 가꾸어져 있어 체력적으로 많이 힘들지는 않다.
계곡을 따라 걷는 길이 끝나면 본격적인 산행이 시작된다. 이 길은 흔들바위까지 연결되어 있으며 길이는 약 1.2km이다. 돌길과 흙길, 철제데크를 따라 걸으면 설악산 흔들바위와 계조암이 나온다.
흔들바위를 지나면 그 뒤로 울산바위를 오르는 길이 나온다. 흔들바위~울산바위 구간은 약 1km의 길로써 이 길은 가팔라 초보자나 노약자는 체력적으로 힘들 수 있으니 주의해야 한다. 약 600m의 흙길과 돌길을 걸으면 철제데크가 나온다.  철제데크는 약 400m이며, 울산바위를 오르는 길이다. 철제데크를 다 오르면 울산바위 정상에 올라갈 수 있다. 울산바위 위에는 2개의 전망대가 있다. 이 위에 오르면 동쪽으로는 동해와 속초시를, 서쪽으로는 설악산의 절경을 볼 수 있다.

### 내설악
- 백담계곡 코스 : 용대리-백담사-백담계곡-수렴동계곡-구곡담계곡-봉정암-소청봉-대청봉

백담계곡코스는 인제군 북면 용대리에서 시작해서 백담계곡, 수렴동계곡, 구곡담계곡을 차례로 지나 봉정암을 거쳐 소청봉, 대청봉으로 오르는 코스다. 천불동계곡처럼 기암괴석이 발달하지는 않았으나 깨끗한 물이 흐르는 수려한 코스이다.
종래에는 용대리에서 백담사까지의 8km 구간이 부담이 된 탓에 찾는 사람이 많지는 않았으나 최근에는 셔틀버스가 운행하면서 등산객뿐만 아니라 계곡을 찾는 사람도 많이 늘어나 다소 번잡스러운 느낌을 주기도 한다.
진부령방향의 46번 국도를 따라가다가 인제군 북면 용대리의 외가평마을에서 도로 오른쪽의 국립공원안내판을 따라 인제 북천(北川)에 가로놓인 다리(가평교)를 건너면 내가평마을이 나오고 도로를 따라 600m쯤 가면 도로가 끝나는 곳 우측으로 큰 주차장이 있다. 정면의 내가평교 다리를 건너 300m 쯤 걸어올라가면 백담계곡 매표소가 나온다. 용대리에서 매표소를 지나 계곡을 따라 백담사까지는 약 8km(20 리)의 거리로서 걷는 데 2시간가량 걸리며, 길은 1차선으로 된 시멘트포장도로이다. 매표소 앞에서 계곡 상류 4km까지는 셔틀버스가 운행되며, 버스에서 내려 3 킬로미터를(40~50분쯤 소요) 걸어가면 백담사에 닿게 되고 백담사에서 300m쯤 위에 백담산장이 있다.
짐이 많지 않거나 시간이 넉넉하면 백담사까지 셔틀버스를 타지 말고 계곡을 따라 걸어 올라가는 것이 계곡경치를 제대로 볼 수 있어 좋다. (걸어올라가는 것이 부담이 된다면 백담사까지 갈 때는 걸어올라가고 내려올 때만 셔틀버스를 타는 것도 한가지 방법이다.) 잔잔한 여울과 웅덩이가 줄지어 이어지는 계곡을 내려다보며 백담사까지 올라가는 길은 경사가 거의 없고 폭도 넓어서 힘들이지 않고 오를 수 있다.
웅덩이가 너무 많아서 특정한 담(潭)을 찾기가 쉽지는 않지만 금교에서 계곡 오른쪽으로 이어지는 길을 따라 30여 분 올라가면 길 왼쪽 아래로 두태소가 보인다. 길은 두 번째 다리인 수교까지 약 4km 가량 계곡의 오른쪽으로만 나 있으므로 셔틀버스를 탈 경우 버스의 왼쪽 자리에 앉아야 계곡 경치를 제대로 볼 수 있다. 수교를 지나면 바로 셔틀버스 종점이 나온다. 입구에서 셔틀버스를 타고 간다 하더라도 이곳에서부터는 걸어 올라가야한다. 그곳에서 5분 거리에 세 번째 다리인 강교가 있다. 셔틀버스 종점에서 백담사까지는 약 3km의 거리로 40~50분 정도 걸린다.
강교를 건너면 길이 중간중간 오르막 언덕길로 바뀌고, 계곡 물줄기를 멀리 아래로 내려다보면서 청룡재고개를 넘어가다 보면 왼쪽 아래로 은선도가 보인다. 은선도는 물이 크게 휘돌아 흘러 산줄기가 섬처럼 보이는 곳이다. 은선도 앞의 웅덩이에는 어름치가 많이 서식하고 있다.
은선도를 내려다보며 가다가 내리막길이 나오면 곧 네 번째 다리(원교)가 나오고 길이 계곡에 가까이 이어지기 시작한다. 원교에서 계곡을 따라 300m쯤 내려가면 청룡담이라는 큰 웅덩이가 있는데, 길에서는 숲에 가려 보이지 않는다.
원교를 건너 300m쯤 가면 길 오른쪽으로 백담사로 건너가는 다리인 수심교(修心橋)가 나온다. 수심교를 건너지 않고 계곡 왼쪽의 길을 따라 300m 올라가면 백담산장이 있다. 산장 앞에서 평지길을 따라 100m쯤 올라가면 내설악 출입통제소 자리가 있고, 그 앞에 안내판과 철망 울타리문이 있다. 평평한 길을 따라 100여 m를 더 가면 1차선 정도 되는 폭으로 줄곧 이어지던 흙길이 끝난다.
이곳에서 오른쪽으로, 숲에 가려 잘 보이지는 않지만 영산담이 있다. 바닥까지 훤히 들여다보이도록 맑은 이 담은 가운데에 큰 바위가 있어 샛길을 따라 물가로 내려선 후 그곳에 올라서면 계곡의 경치를 한껏 만끽할 수 있다. 영산담은 숲에 가려져 있는 탓에 못 보고 스쳐 지나가는 사람들이 많지만, 내설악 전체에서 첫손에 꼽을 만큼 아름다운 곳이다.
영산담의 바로 위에는 횡장폭포가 있다. 1차선 흙길이 끝나는 곳에서 왼쪽으로 크게 방향을 트는 곳에 있으며, 폭포 왼쪽의 비스듬한 바위사면을 지나가야 한다. 운이 좋으면 폭포를 뛰어오르는 열목어를 볼 수 있다. 폭포 위에 있는 웅덩이가 구융소이다. 융소 앞에서부터는 오솔길이 시작되며 계곡 건너편으로는 대승령에 이르는 대승골(흑선동계곡)이 보인다.
이곳을 지나면서 잠깐 동안 오르막길을 오르게 되지만, 수렴동대피소까지는 계곡이 아주 완만하여 거의 경사가 없는 오솔길이다. 10분 정도 더 가면 길골과 저항령(늘민령)을 잇는 코스 안내판이 길 왼쪽으로 나오고, 그곳에서 조금 더 가면 길골 하류를 건너는 주황색 철다리가 나온다. 내설악에 놓인 첫 번째 철다리이다. 왼쪽에서 흘러내리는 계곡이 저항령에서 발원한 길골이다. 길골로 이어지는 길은 다리를 건너기 직전에 왼쪽으로 갈라진다. 길골을 거쳐 저항령을 넘어 설악동의 무명용사비에 이르는 길은 2000년~2002년 기간 동안 자연휴식년제가 실시되어 출입이 금지되어 있다.
다리를 건넌 후 5분 정도 더 가면 계곡 건너편으로 귀때기청봉(귀청봉)에서 흘러내리는 계곡인 귀때기골이 보인다. 그 앞에도 큰 소(沼)가 있는데 귀때기골 건너편인 이곳의 길은 물가에 바로 붙어 있어서 비가 많이 온 경우에는 길이 물에 잠겨 왼쪽 위의 바위절벽을 넘어가야 하는 경우도 있어 조금 위험하다. 수를 헤아릴 수 없다는 말 그대로 계곡에는 바닥까지 훤히 들여다보이는 웅덩이가 계속 이어지고 길은 줄곧 계곡 왼쪽으로 나 있다.
계곡을 오른쪽으로 두고 10분쯤 더 올라가면 평소에는 거의 말라있는 물을 건너야 한다. 그곳은 작은 섬같은 곳으로 통하는데, 왼쪽의 웅덩이로는 큰 비가 올 때만 물이 흐른다. 수렴동대피소까지 가는 길에서 이곳 100m 정도 구간만 길 왼쪽으로도 물이 있다. 혼동이 되면 사람들 발자국 흔적이 많은 곳으로 가면 된다. 큰 바위 옆을 끼고 더 가면 왼쪽으로 흐르는 작은 개울을 건넌다. 이곳에는 평소에는 물이 거의 없고 있더라도 징검다리로 쉽게 건널 수 있다.
이 구간에서도 여전히 계곡의 본류는 길 오른쪽에 있다. 그 바로 위에 오른쪽으로 커다란 소(沼)가 하나 있다.
그곳에서 5분 정도 더 오르면 왼쪽에서 지류가 합류되어 철다리를 건너게 되는데, 그 지류가 마등령에서 흘러내리는 곰골이다. 곰골이 합류되는 곳에도 아주 큰 소(沼)가 있자만, 숲에 가려져 있어 대개가 이곳을 스쳐지나간다. 곰골 역시 다리 건너기 전 왼쪽으로 길이 나있다. 다리를 건넌 후 오솔길을 따라 30~40분을 더 가면 왼쪽에 영시암이 나온다. 영시암은 1980년대 말부터 중창공사가 진행되어 규모가 커졌다. 영시암 앞을 지나 왼쪽 언덕 위로 오르면 오세암 갈림길 안내판이 서있는 삼거리가 나온다. 왼쪽길이 오세암까지 직접 이어지는 길이고 오른쪽길은 수렴동대피소로 이어진다.
수렴동대피소를 거쳐 오세암에 가는 것보다 이 갈림길에서 왼쪽 길로 직접 가면 오세암까지 조금 더 가깝다. 백담산장에서부터 수렴동대피소에 이를 때까지 제대로 된 갈림길은 이곳 하나뿐이다. 중간에 있는 길골 갈림길과 곰골 갈림길은 길이 좁고 사람 드나든 흔적이 이 주등산로와 큰 차이가 나므로 길을 혼동할 우려는 없다.
오세암 갈림길에서부터 한동안은 길이 계곡보다 아주 높은 곳으로 이어지다가 왼쪽 가느다란 지계곡에 놓인 다리를 건너게 된다. 수렴동대피소 바로 앞에는 가야동계곡에서 흘러 주계곡에 합류되는 물줄기가 2개라서 다리를 두 번 건넌다. 다리를 건너면 곧 수렴동대피소가 왼쪽으로 나온다. 오세암 갈림길 삼거리에서 수렴동대피소까지는 약 20분이 소요된다. 백담산장에서부터 수렴동대피소까지는 1시간 40분에서 2시간 정도 걸리며, 줄곧 계곡 왼쪽으로 길이 나 있다.
수렴동대피소 매점 옆의 계단을 내려서면 수렴동의 상징같은 구담(龜潭)이 있다. 구곡담계곡의 초입은 구담 왼쪽의 난간 옆을 오르면서 시작되는데 백담계곡이나 수렴동계곡에 비해 경사도 가파르고 길도 거칠어지기 시작한다. 길은 백운동계곡 갈림길까지 계곡 왼쪽으로만 나 있다. 장마철에 물이 불어 위험한 구간에는 중간중간 철다리가 놓여 있다. 대피소에서 20분 정도 오르면 계곡 건너편으로 작은 지류인 너래골이 보인다. 그곳에서 5분 정도 더 오르면 오른쪽 아래로 만수담이라는 깊은 담(潭)이 있다. 그곳에 걸려있는 폭포가 만수폭이다. 그 근처에는 만수담과 비슷하게 생긴 담이 여러 개 있다.
만수담에서 20분 정도 더 오르면 물 건너편으로 큰 계곡이 보이는데, 그 계곡이 귀때기청봉과 서북릉에서 발원한 백운동계곡이다. 백운동계곡이 갈라지는 곳에는 두 개로 나뉜 구곡담 물줄기 가운데에 작은 섬같은 터가 있는데, 피서철이면 간이 매점이 서던 곳이다. 수렴동대피소에서 백운동계곡 입구까지 약 1시간이 걸린다.
백운동계곡 갈림길에서 물줄기 왼쪽으로 10여 분을 오르면 다리가 있다. 다리를 건너 계곡 우측에 난 길로 조금 가면 왼쪽으로 폭포가 보인다. 그 위에서 물을 또 건너 10분쯤 오르면 오른쪽으로 폭포가 하나 나오고, 10분 정도 더 올라가면 계곡 오른쪽으로 다시 다리를 건너야 한다. 이쯤 오면 왼쪽 숲 넘어 용아릉이 잘 보이는데 커다란 장벽같이 서있는 모습이 장성(長城)같아 용아장성이라는 별칭이 생긴 이유를 누구나 알 수 있게 된다. 그 옆에 용손폭포가 있고 좁은 길로 계곡을 두 번 건너면 왼쪽으로 용아폭포가 보인다. 용아폭 조금 위에서 계곡 왼편으로 물을 건너면 곧이어 쌍폭이 나타난다. 오른쪽 폭포는 쌍폭골에서 내려오고 왼쪽의 폭포는 봉정암쪽에서 내려온다. (예전에는 백운동계곡 초입에서부터 쌍폭까지의 계곡을 쌍폭동이라고 불렀다고 한다) 왼쪽 폭포의 바로 위에서 다리를 건너면 왼쪽 계곡으로 가야한다.  백운동계곡 초입에서 쌍폭까지 약 1시간이 걸린다.
쌍폭을 지나면 10분 정도 간격으로 작은 폭포가 3개 연이어 나온다. 길은 아주 좁아지고 협곡이라서 음침한 편이다. 쌍폭에서 40~50분 정도 오르면 더 이상 물줄기를 따르지 말고 왼쪽 사면으로 올라야 한다. 봉정암에 닿기 직전의 가파른 바위길인데, 산사태 지역이어서 어지럽게 놓인 바위들 사이로 오르는 급경사 길이고, 이쯤 오면 누구나 다 지치기 마련이어서 숨을 헐떡이게 된다. 그래서 이곳을 일명 '봉정암 깔딱고개'라고 한다. 고개에 올라 숨을 고른 후 천천히 가면 곧 봉정암이 나온다. 봉정암 깔딱고개 밑에서부터 봉정암까지는 약 30분이 소요된다.
봉정암 뒤편으로는 용아릉의 바위들이 잘 보인다. 봉정암 바로 앞에는 봉정암을 우회하여 소청봉으로 바로 오르는 길이 나있다. 봉정암 오른쪽 가파른 길을 약 20~30분 오르면 소청산장에 닿게 된다. 봉정암을 출발해서 10분 정도 가면 소청산장에 닿기 전에 희운각대피소로 바로 가는 길이 왼쪽으로 갈라지는데 지금은 폐쇄되어 있다. 이 길은 가야동계곡의 위쪽을 가로지르는 길인데, 세존바위와 돌사태가 난 지역을 지나 계곡을 따라 내려가다가 오른쪽으로 이어져 희운각대피소에 거의 닿을 무렵 소청봉~희운각을 잇는 등산로와 합쳐진다.
소청산장에서 오르막길을 20분 정도 오르면 소청봉이라 부르는 언덕 위의 삼거리가 나온다. (소청봉이라 불리는 곳은 봉우리가 아니고 중청봉의 한쪽 언덕에 불과하다.) 그 언덕에서 왼쪽 아래로 내려가는 길은 희운각대피소로 가는 길이며, 희운각대피소까지 50분~1시간이 걸리는 가파른 내리막길이다.
소청봉 삼거리에서 오른쪽 길로 접어들면 중청봉을 거쳐 대청봉에 닿게 된다. 중청봉 정상은 군사시설이 있어 오를 수 없고, 중청봉 왼쪽의 사면을 돌아가면 중청봉과 대청봉 사이의 안부에 위치한 중청대피소에 닿는다. 소청봉 언덕에서 중청대피소까지는 20분쯤 걸린다. 중청대피소 부근은 일년내내 강한 바람이 불어 키가 큰 나무는 자라지 못하므로 맑은 날이면 대청봉까지 한눈에 들어온다. 중청대피소에서 대청봉 정상까지는 완만한 오르막길로 20분을 올라가야 한다.
- 공룡능선 코스 : 마등령 - 공룡능선(5 킬로미터) - 희운각대피소

속초시 설악동의 비선대와 인제군 용대리의 백담사를 동서로 연결하는 고개가 마등령인데, 공룡능선은 마등령에서 이 마등령에서 시작한다.
마등령 정상 부근에는 외설악을 한눈에 바라볼 수 있는 마등령쉼터라고 불리는 너른 공터가 하나 있는데 여기서 남동쪽으로 비스듬하게 난 길이 공룡능선을 지나 희운각으로 이어지는 5.1km의 공룡능선코스이다. 공룡능선으로 들어서서 0.5km 정도 오르면 나한봉(1,250m)에 이르는데 여기서 남서쪽을 바라보면 기암괴석으로 이루어진 공룡의 어금니와 비슷하다는 용아장성이 보인다.
나한봉에서 길은 왼쪽으로 나있고 작은 암봉을 넘어 40분쯤 가면 1,275m봉 오르기 전의 안부가 나온다. 이곳에서 왼쪽(동쪽)으로 천불동계곡의 지류인 설악골이 내려다 보인다.
이곳에서 오른쪽(남서쪽)으로는 가야동계곡으로 흐르는 작은 계곡이 시작된다. 이곳에서 지계곡을 따라 가야동계곡쪽으로 10분 정도 내려서면 물을 구할 수 있다. 1,275m봉은 공룡릉의 한가운데에 있는 봉우리로서 공룡릉의 상징이라 할 수 있다. 1,275m봉까지는 급경사 오르막길이다.
1,275m봉에서 내려서는 길은 아주 가파른 곳이다. 급경사지대를 내려서면 길은 왼쪽으로 이어진다. 1,275m봉을 지나 나오는 첫 번째 암봉(노인봉, 1,120m)에서 북동쪽으로 뻗은 암릉이 천화대(天花臺)이다.  천화대는 20여 개의 바위봉우리로 이루어진 암릉인데, 천불동계곡의 지류인 설악골과 잦은바위골을 가르며 비선대부근까지 흘러내린 이 바위능선에는 석주길,염라길,흑범길 등의 유명한 암릉코스가 있다. 천화대(天花臺)에 우뚝 솟아오른 범봉은 설악산 암릉의 상징이라 할만큼 수려하다.
1,275m봉을 지나면 또 하나의 급경사 내리막길이 나온다. 돌사태가 난 곳으로서 급경사 바위사면 내리막길을 내려서다가 다 내려서지 말고 중간에서 왼쪽으로 트래버스하여 올라서야한다. 이곳을 지나면 다시 능선길이다. 왼쪽으로는 외설악이 내려다보이고, 오른쪽으로는 가야동계곡과 용아릉, 그너머로 서북릉이, 동남쪽으로는 대청봉과 중청봉이 보이며 곧 1,184m봉에 닿는다. 1,184m봉에서 뒤를 돌아보면 1,275m봉의 모습이 아주 빼어나며, 내,외설악의 전망을 살피기 아주 좋은 곳이다.
1,184m봉을 내려서면 계곡 쪽으로 계속 이어진 길을 따르지 말고 암벽지대가 끝나는 곳에서 나무에 여러 개 달린 표지리본을 기준 삼아 왼쪽으로 조금 올라가야한다. 계속 내려서면 가야동계곡으로 내려가게 된다. 1,184m봉을 지나 숲속의 능선 우측으로 길을 따라가면 신선암(1,210m)에 닿게 된다. 신선암의 전망대라 할 신선대에서는 대청봉(1,708m)과 희운각대피소,죽음의 계곡이 잘 보인다. 신선대에서는 오른쪽 아래로 급경사 내리막길을 내려서면 곧 무너미고개에 닿는다. 무너미고개에서 오른쪽 아래로 가야동계곡으로 길이 이어지고, 왼쪽으로는 천불동계곡으로 내려서는 길이며, 직진하면 10분 정도 거리에 희운각대피소가 있다.
- 십이선녀탕 코스 : 남교리 - (4.2km) - 복숭아탕  - (4.4km) -대승령 - (6.5km) - 귀때기청봉 - (2.0km) - 한계령갈림길 - (4.2km) - 끝청봉  - (1.2km) - 중청봉 - (0.6km) - 대청봉

진부령방향의 46번 국도변에 있는 인제군 북면 남교리에서 북천(北川)에 가로놓인 다리(선녀교)를 건너면 왼쪽으로 매표소가 있다. 등산로는 매표소 바로 왼쪽에서 시작되는데, 처음부터 사람 한명이 걸어갈 수 있는 오솔길이다. 입구의 매표소에서 계곡 오른쪽으로 이어진 평탄한 길을 따라 5분 정도 오르면 계곡을 건너는 철다리가 나온다.
이 다리를 건너 5분을 가면 두 번째 다리가 나오고, 다리 바로 왼쪽에 1968년 가을에 발생한 가톨릭의대 산악회 7명 조난사고 위령비가 있으며, 다리 아래로 와폭과 큰 소(沼)가 있다. 입구에서 이곳까지는 약 1.3km의 거리로 평탄한 길이다. 이 다리를 건너 100m쯤 가면 오른쪽에서 흘러내리는 지계곡을 건너는 철다리가 있고, 이곳을 지나면 곧 왼쪽 아래로 2단 와폭이 흐르고 그 아래의 소(沼)가 보인다. 이곳까지 매표소가 있는 입구에서부터 약 25분 거리이다.
이곳을 지나면 물가로 내려서서 물 오른쪽 가장자리를 지나가야 하는데, 대개는 냇물 가운데의 징검다리로 지나가게 된다. 비가 많이 온 경우 조심해야 할 곳이다. 이곳을 지나면 곧 또 하나의 다리가 나오고, 그곳에서 계곡을 왼쪽으로 두고 10분 정도 올라가면 또 철다리가 나온다. 이 다리를 지나면 짧은 구간이지만 가파르고 거친 길이 나타난다. 응봉폭포까지 가는 길에서 이 부근만이 거친 편이며 대체적으로 길은 평탄하다. 이 다리에서 5분을 더 가면 오른쪽 아래로 커다란 소(沼)가 보인다. 계곡의 양쪽이 가파른 V자 협곡이어서 심산유곡임을 절감하게 되는 곳이다. 이곳에서 10분을 오르면 철다리가 또 나오고 그 아래의 암반위에 긴 와폭과 큰 웅덩이가 있다.
이곳에서 15분 거리에 응봉폭포가 있다. 남교리의 계곡입구에서부터 응봉폭포까지는 2km 거리로 약 1시간 20분이 걸린다. 응봉폭포는 15m 높이의 폭포로서 폭포 아래에는 큰 소(沼)가 있다. 등산로는 응봉폭의 오른쪽에 놓인 철계단으로 이어진다. 응봉폭포를 지나 20분을 더 가면 계곡 왼쪽으로 이어진 철다리가 있다. 이곳에서부터도 두세개의 다리를 더 건너면 여러 개의 탕(湯)과 폭포가 연이어져 십이선녀탕계곡의 백미로 꼽히는 곳에 닿는다. 이곳까지는 응봉폭포에서부터 약 1시간 10분 거리이다.
큰 폭포 아래의 웅덩이를 지나 왼쪽의 난간 옆으로 오르면 복숭아탕을 가리키는 안내판이 있다. 오른쪽 아래에는 항아리같이 움푹 패인 맑은 탕(湯)이 보인다. 그 바로 위에 십이선녀탕의 상징인 복숭아탕이 있다. 폭포 밑의 탕보다는 떨어지는 폭포수 뒷면의 복숭아처럼 움푹 패인 바위가 더 인상적인 곳이다. 연이어진 폭포와 탕의 왼쪽 사면에서 바라다보면 더 잘 보이지만 난간을 넘어 바위 사면으로 내려서면 경사가 가파르므로 주의해야 한다.
복숭아탕을 지나면 또 하나의 맑고 깊은 탕이 있고, 그곳에서 5분 정도 거리에 오른쪽으로 또 폭포와 웅덩이가 나온다. 폭포 왼쪽을 돌아 올라 5분을 가면 작은 웅덩이를 지나 두문폭포와 그 아래의 큰 웅덩이가 나온다. 입구에서부터 이곳까지는 4.4km의 거리로 3시간가량 걸린다. 두문폭포 바로 위에는 폭포가 하나 더 있다.
두문폭포에서부터 상류로는 좁은 협곡을 따라 이어진 길로서 물을 여러 차례 건너며 2시간가량 계속 이어진다. 중간중간에 아름드리 주목이 눈길을 끈다. 이끼가 잔뜩 낀 바위 사이로 흐르는 물줄기가 끊어질 때쯤 빽빽하게 들어선 숲 사이로 가파른 오르막 길을 40분 정도 오르면 대승령을 가리키는 안내판이 나온다. 이곳까지 두문폭포에서 약 2시간 40분 거리이다. 두문폭포에서부터 이곳까지는 계곡 바위전체가 이끼로 덮여있고 하늘을 보기 어려운 빽빽한 숲이다.
이곳에서 북쪽으로는 백담사 바로 뒤로 이어지는 능선길이 있다. 안내판이 가리키는 대승령방향으로 길을 잡아 정남쪽의 좁은 숲길을 10분 정도 가면 안산쪽과 대승령길이 갈리는 삼거리가 나오고, 그 곳에 있는 안내판을 따라 대승령방향으로 25분 정도 가파른 내리막 숲속길을 가면 대승령에 닿는다.
두문폭포에서 대승령까지는 4.6km로 약 3시간이 걸린다. 십이선녀탕계곡의 입구인 남교리에서 복숭아탕과 두문폭포까지 올라갔다가 되돌아내려가는 사람이 많지만 두문폭포에서 대승령에 이르는 길은 다니는 사람들이 많지 않아 좁고 희미하므로 나뭇가지에 걸린 표지기를 확인하며 오르면 된다. 대승령까지 등산로가 험한 것은 아니지만 산행경험이 많지 않은 경우라면 두문폭포까지만 갔다가 남교리쪽으로 되돌아 내려가는 것이 좋다. 십이선녀탕계곡은 물을 건너는 곳마다 많은 철다리가 놓여있으나, 전형적인 V자 협곡이므로 폭우가 내린 경우에는 상류까지 올라가지 않는 것이 좋다. 계곡 최상류에서 안내판을 따라 대승령까지 가는 경우 길을 혼동하기 쉬운 지형이므로 주의해야한다. 특히 안개가 끼거나 비가 올 경우 길을 잘못 드는 일이 많으므로 나침반과 지도를 준비하는 게 좋다.
대승령에는 자연휴식년제 실시구간 출입을 통제하기 위해 설치해 놓은 철망 울타리가 있고, 울타리의 문 왼쪽으로 안내판이 있다. 그곳에서 왼쪽으로는 안산(1,430 미터)이 있고, 울타리 문으로 들어서서 정북쪽으로 가면 백담사와 백담산장쪽으로 이어지는 대승골(흑선동계곡)이, 동쪽으로는 서북주릉이 이어진다.
안내판에는 서북릉길이 표시되어 있지 않다. 문을 들어서지 않고 울타리 오른쪽 정남방향의 가파른 내리막길로 1시간 30분을 내려서면 대승폭포를 지나 장수대에 닿게 된다. 대승골(흑선동계곡)은 수렴동계곡 합류부에서 횡장폭포 바로 위의 냇물을 건너야 하기 때문에 비가 많이 내린 경우에는 위험하므로 그럴 경우 대승령에서 흑선동계곡쪽으로 내려가지 말고 다른 곳으로 가는 것이 좋다.
대승령과 귀때기청봉 사이의 1,408m봉까지는 능선길을 따라 약 1시간 30분이 소요된다. 중간에 왼쪽의 큰감투봉(1,409m)쪽 능선으로 빠지지 않도록 주의해야 한다. 큰감투봉은 1,408m봉 정북쪽에 있다. 1,408m봉을 넘어 1km를 가면 오른쪽 아래로 장군바위골로 통하는 길이 나온다. 이곳에서 귀청봉까지는 갈림길 왼쪽 바위 아래를 지나는 길이 있다. 중간에 너덜지대가 많아 길이 험하고, 또 그늘이 없어서 한여름에는 뙤약볕에 고생하는 구간이다. 장군바위골이 갈라지는 곳을 지나 1,456m봉을 넘어 1km를 더 가면 오른쪽 아래로 상투바위골로 이어진 샛길이 있다. 귀때기청봉을 넘기 전에 야영을 한다면 이곳이 적당하다. 이곳에서 상투바위골로 10~15분 정도 내려서면 샘물을 구할 수 있다. 상투바위골 갈림길에서 30분 거리에 귀때기청봉이 있다. 1,408m봉에서 귀때기청봉 사이 구간에는 바위가 많아 서북릉의 다른 구간보다 험하다. 1,408m봉에서 귀때기청봉까지는 1시간 40분에서 2시간 정도가 소요되지만 산행경험,짐의 무게나 기상여건에 따라 3~4시간 이상 걸리는 일도 있다.
귀때기청봉을 지나 약 500m를 가면 왼쪽의 백운동계곡으로 이어진 길이 있다. 오른쪽 아래로는 소승폭포가 있는 계곡이 갈라지는데 이곳으로는 다니는 사람들이 거의 없어 길흔적을 찾기 어렵다. 이곳에서 능선을 따라 한계령 갈림길까지 이어지는 길은 남동쪽으로 바위를 몇 개 넘어가야 한다. 귀때기청봉에서 40~50분 거리인 한계령갈림길까지도 너덜지대가 많아서 그늘이 거의 없는 길이며 너덜지대를 지날 때 주의해야 한다. 한계령 갈림길에 닿기 직전에 작은 공터 사거리가 나온다. 사거리에서 왼쪽 아래로 이어진 길은 백운동계곡으로 연결되고 오른쪽 아래로 이어진 길은 도둑바위골로 내려서는 길이다. 오른쪽 도둑바위골로 5분 정도 내려서면 야영장과 샘이 있다. 이 갈림길에서 정면의 능선을 따라 200여 m를 가면 오른쪽으로 한계령으로 내려서는 갈림길이 나온다. 이곳 안내판 앞에서 오른쪽 한계령방향으로 200m를 내려가면 샘터가 있다.
한계령 갈림길에서 중청봉(1,676m)까지는 중간에 길을 잃을 염려가 없다. 1,408m봉에서 귀청봉 사이의 구간에 비하면 길도 훨씬 순하고 뚜렷하다. 한계령 갈림길에서 끝청 전의 1,459m봉까지는 약 1시간 30분이 걸리고, 1,459m봉에서 끝청까지는 30~40분이 걸린다. 끝청은 한가운데에 서 있는 안내판이 없으면 그냥 지나칠만큼 봉우리라고 부르기 어려운 작은 언덕이며 끝청에서 중청봉까지는 1.2km의 거리다. 1,459m봉에서 끝청쪽으로 1km쯤 가면 끝청 오르기 직전에 오른쪽으로 오색으로 내려서는 갈림길이 있으나 최근 이 등산로는 폐쇄되었다. 끝청에서 중청봉까지는 30분쯤 소요된다. 중청봉의 중청대피소에서 정상인 대청봉까지는 20분이 소요되는 완만한 오르막길이다.
서북릉 종주시 가장 신경을 써야 할 사항은 식수문제이다. 능선상에서 물을 구할 수 있는 곳은 주능선 남쪽으로 갈라지는 지계곡인 장군바위골 최상류, 상투바위골 최상류, 도둑바위골 상류의 샘터, 한계령 갈림길 아래뿐이다. 이중 도둑바위골 상류의 샘터와 한계령 갈림길 오른쪽의 샘터는 능선상에서 5분 거리이고 갈림길도 뚜렷하지만, 장군바위골과 상투바위골은 비가 오거나 안개가 낀 경우 찾기가 쉽지 않고 샘터까지의 거리도 멀어서 내려갔다가 돌아오는 데 시간이 꽤 걸린다. 역설적이지만 짐은 가급적 적게 그리고 식수는 많이 준비해야 한다.

### 남부설악
- 오색 코스 : 오색지구 - (2.5km) - 설악폭포 - (2.5km) - 대청봉

오색약수터가 있는 오색지구에서 설악폭포를 지나 대청봉으로 오르는 코스로 대청봉에 오르는 최단코스여서 경사가 심하고 경관이 비교적 떨어지나 사람들이 가장 많이 이용하는 길 중 하나다.
- 한계령 코스 : 한계령 - (4.2km) - 끝청봉 - (1.2km) - 중청봉 - (1.2km) - 대청봉

- 장수대 코스

- 곰배골 코스 : 점봉산 분소(귀둔리 주차장) - 곰배골 (3.7km) - 곰배령

곰배골 코스는 탐방예약제로 운영된다.

## 볼 만한 곳

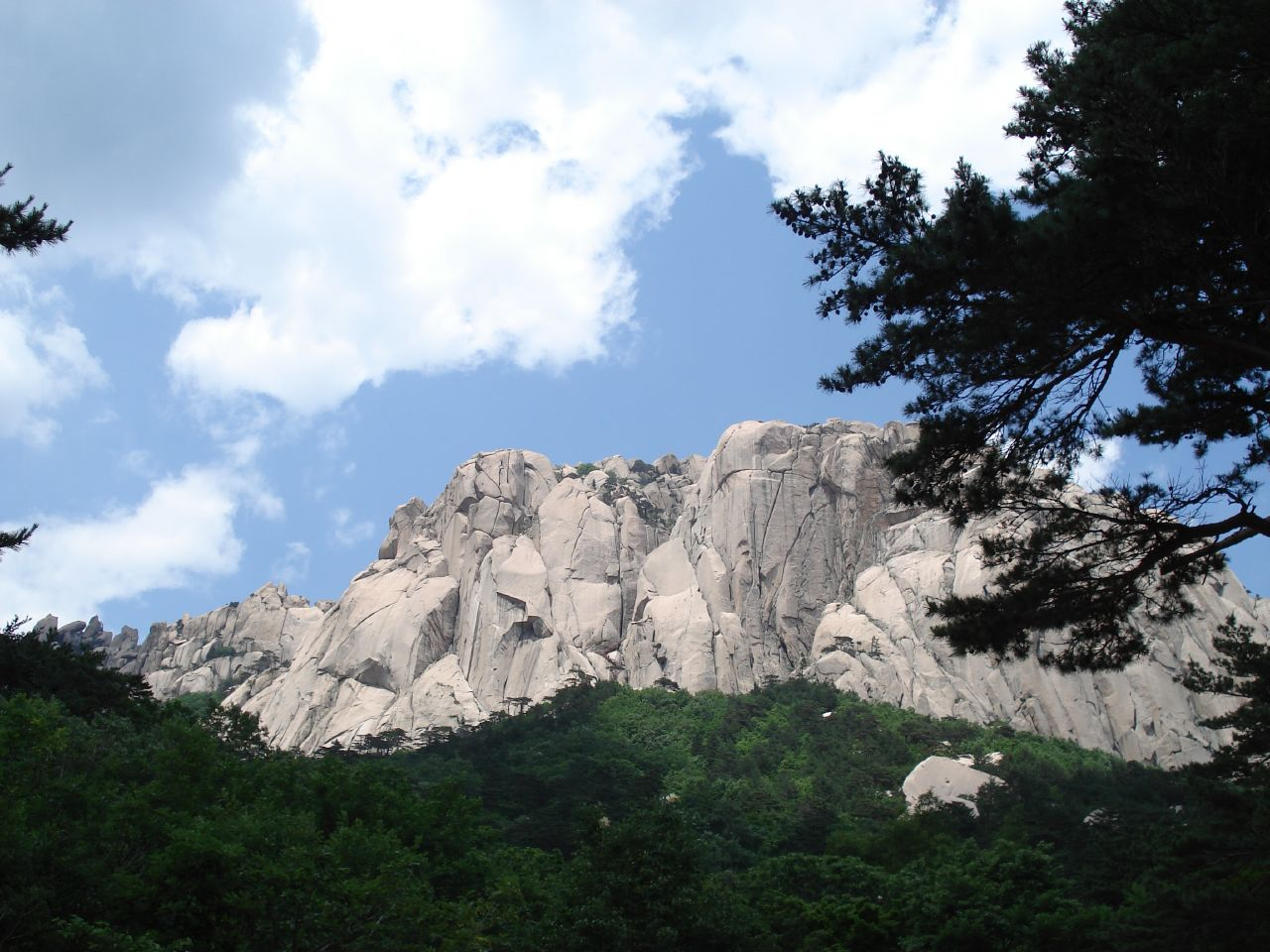
울산바위

### 능선
- 공룡능선
- 서북주릉

### 바위
- 흔들바위
- 울산바위

### 계곡
- 천불동계곡
- 수렴동계곡
- 구곡담계곡

### 사찰
- 신흥사

신흥사

설악산 국립공원 내 위치한 사찰이다. 국립공원 매표소에서 조금만 올라가면 있는 사찰로 자연과 잘 어우러져 있다. 경내에서 주위를 둘러보면 사찰을 에두르고 있는 주위 산들이 시원하게 시야에 들어온다.

## 파노라마

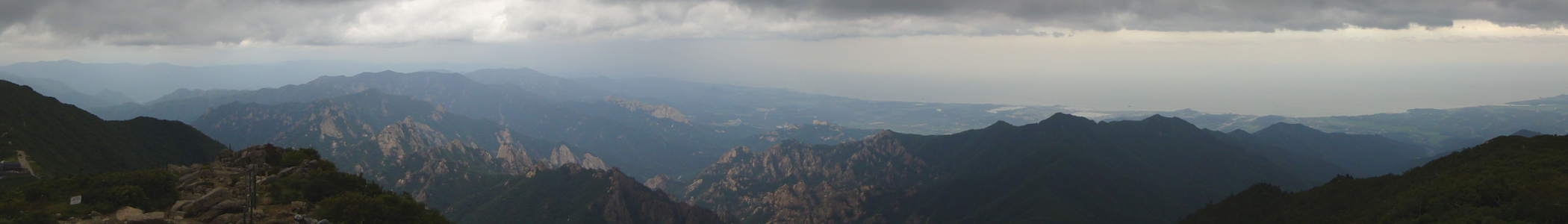
설악산 파노라마 사진

## 사진

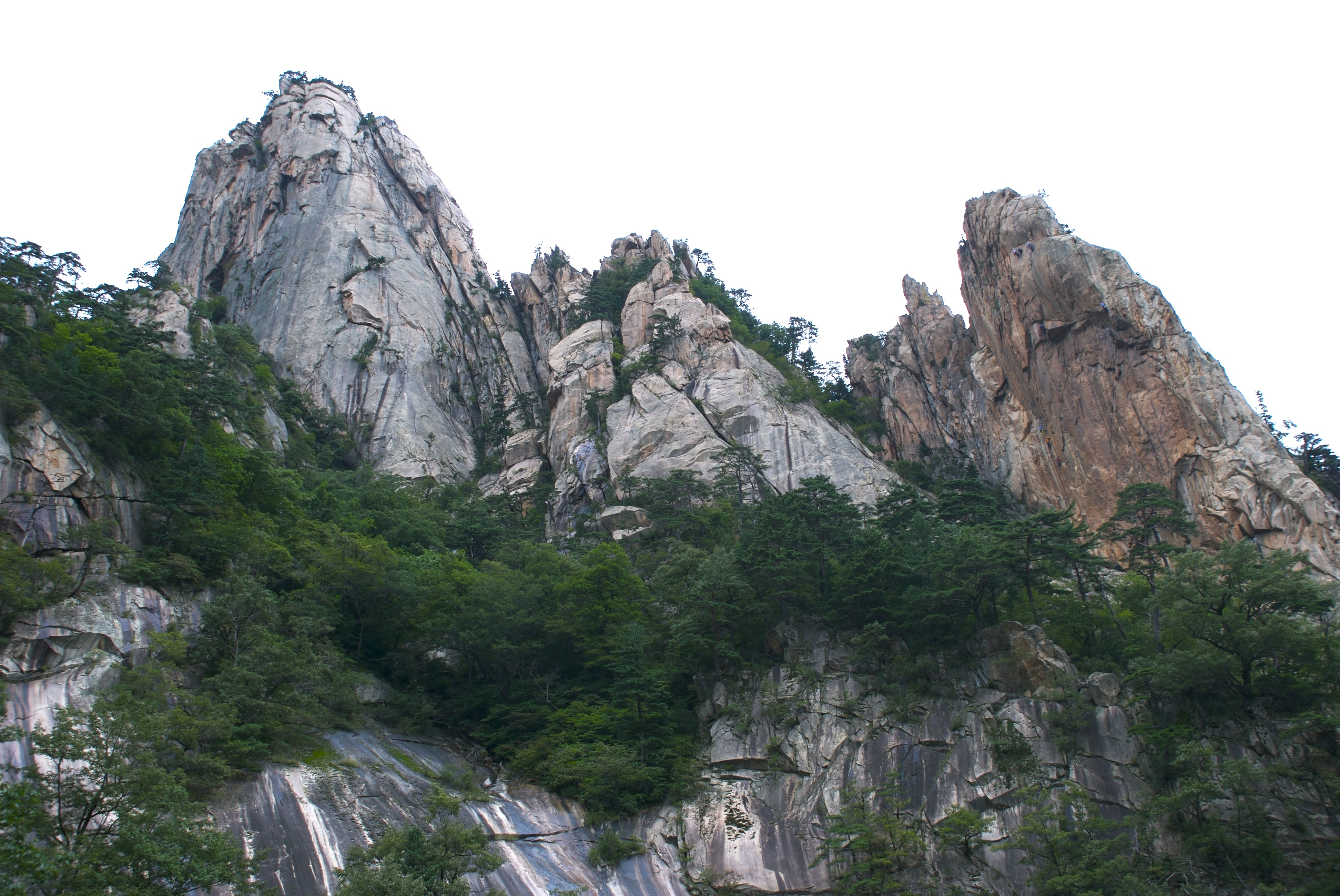
설악산 비선대
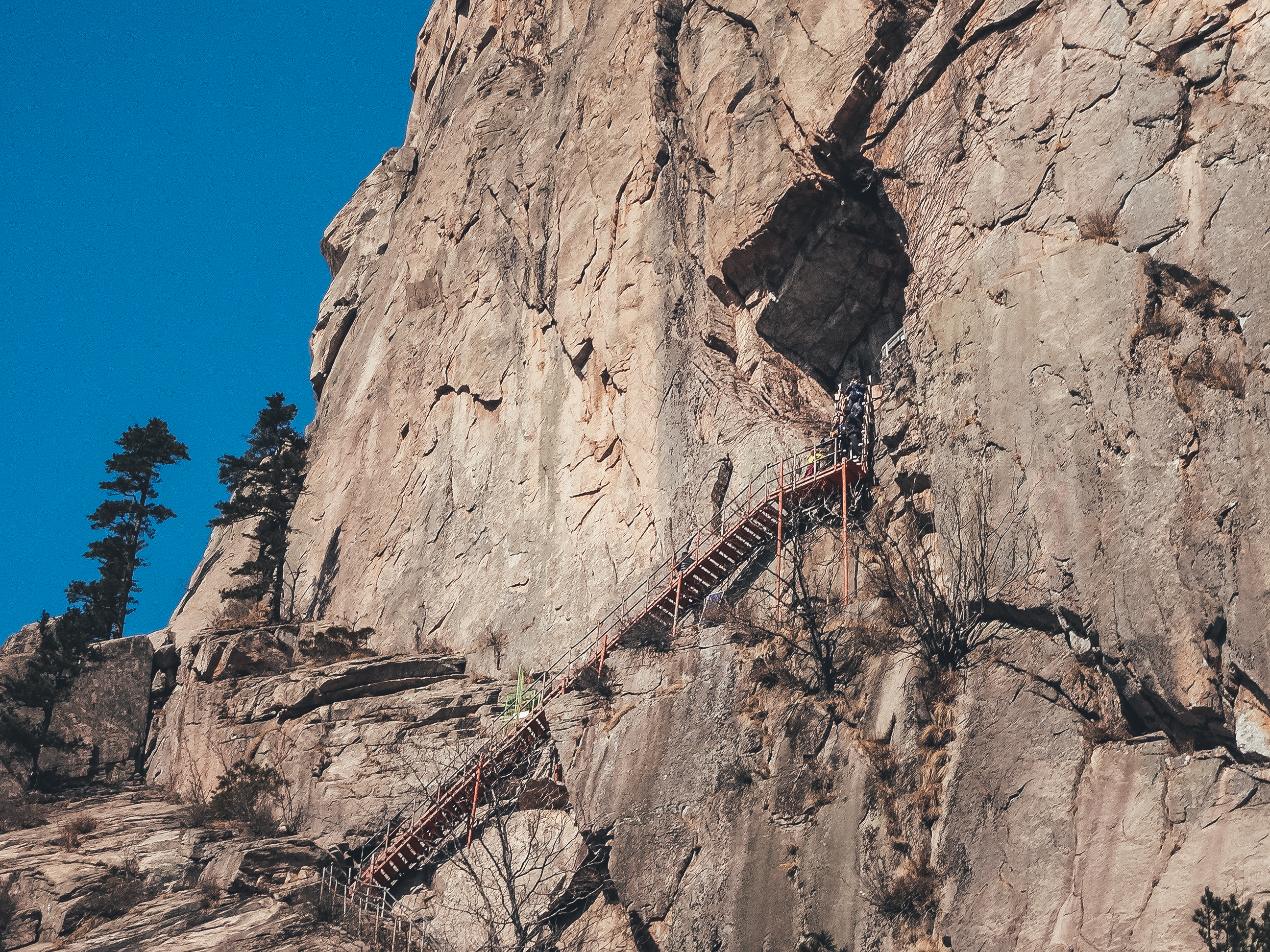
설악산 금강굴
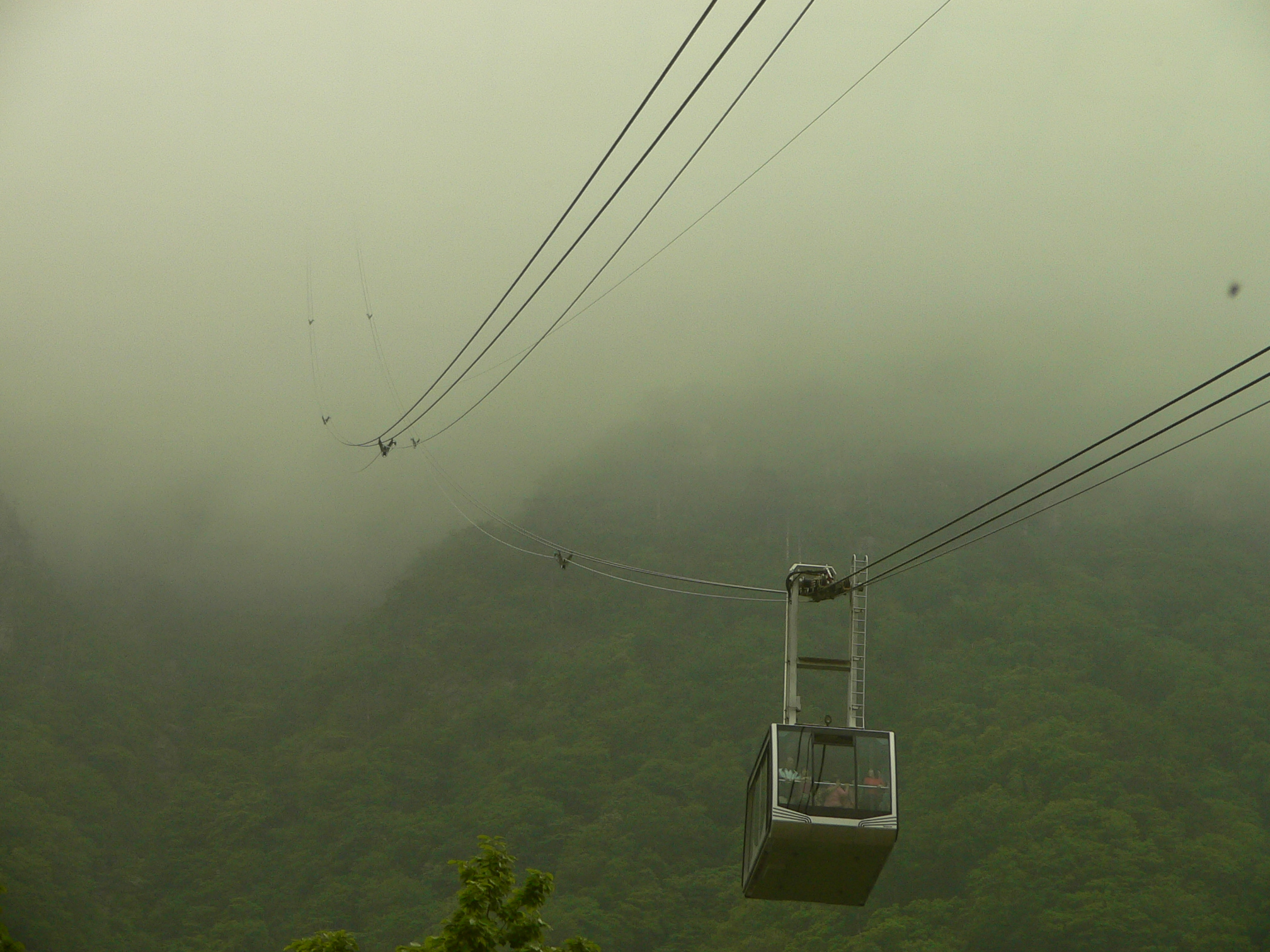
설악산 케이블카
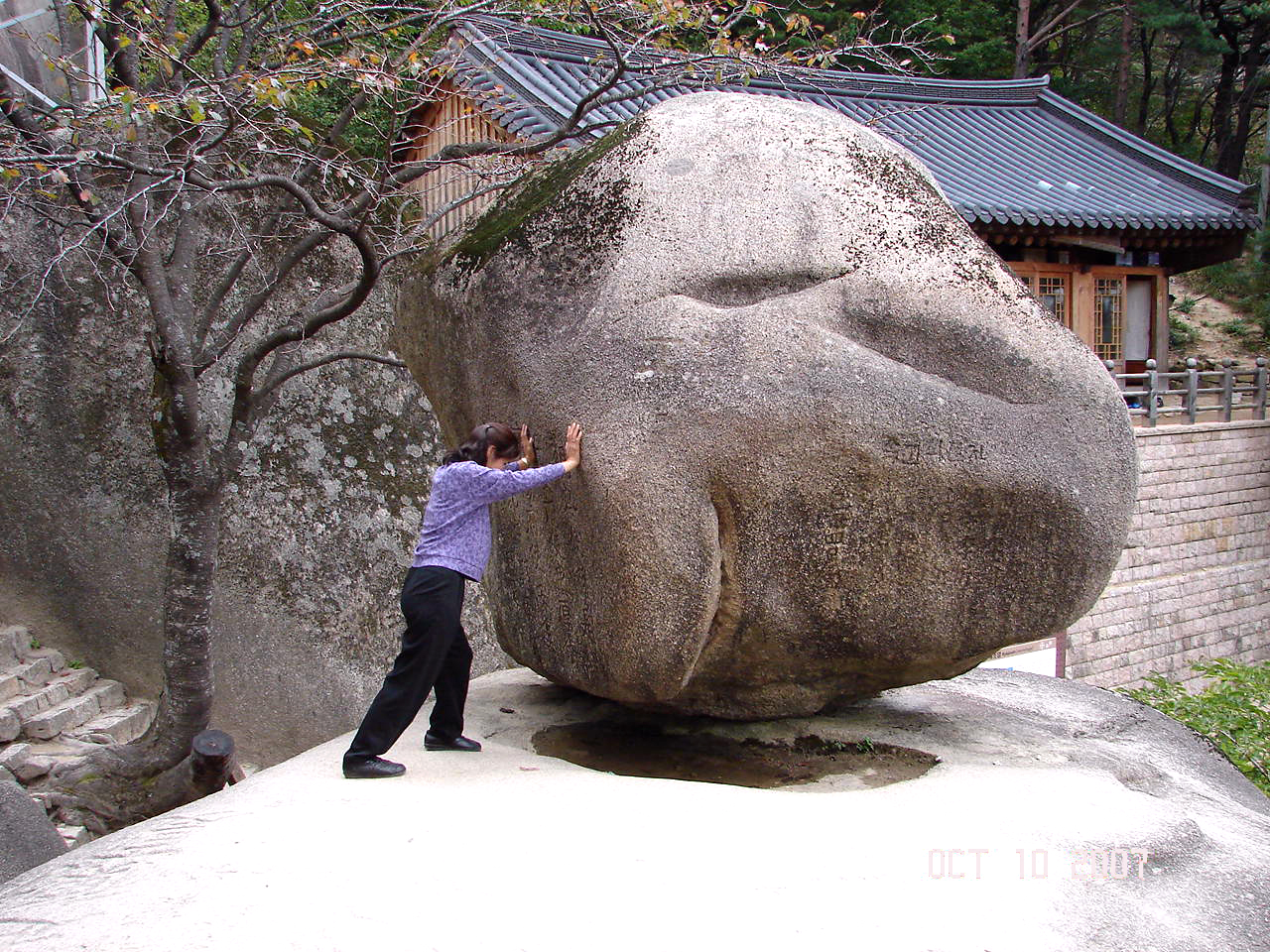
흔들바위
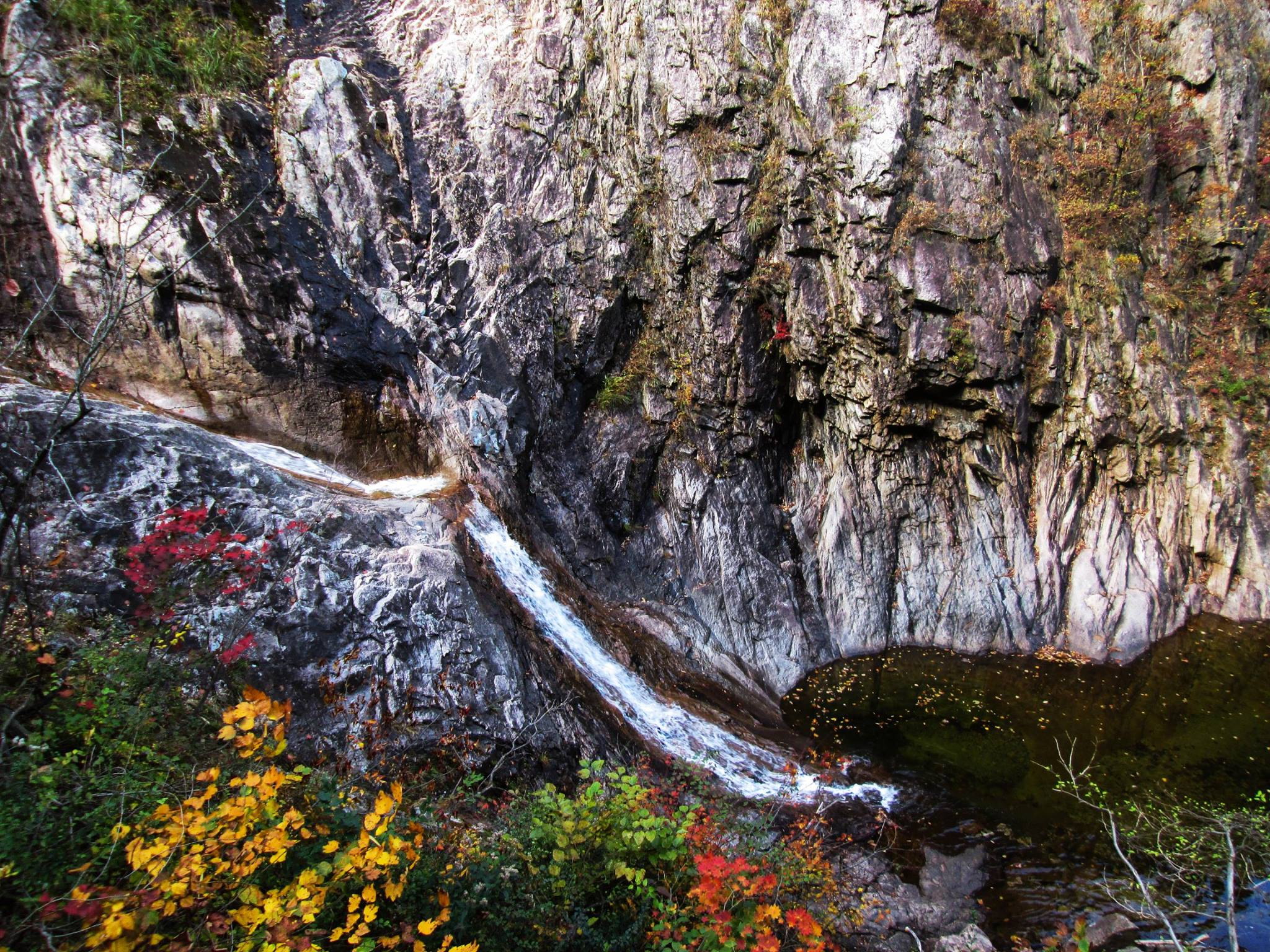
비룡폭포
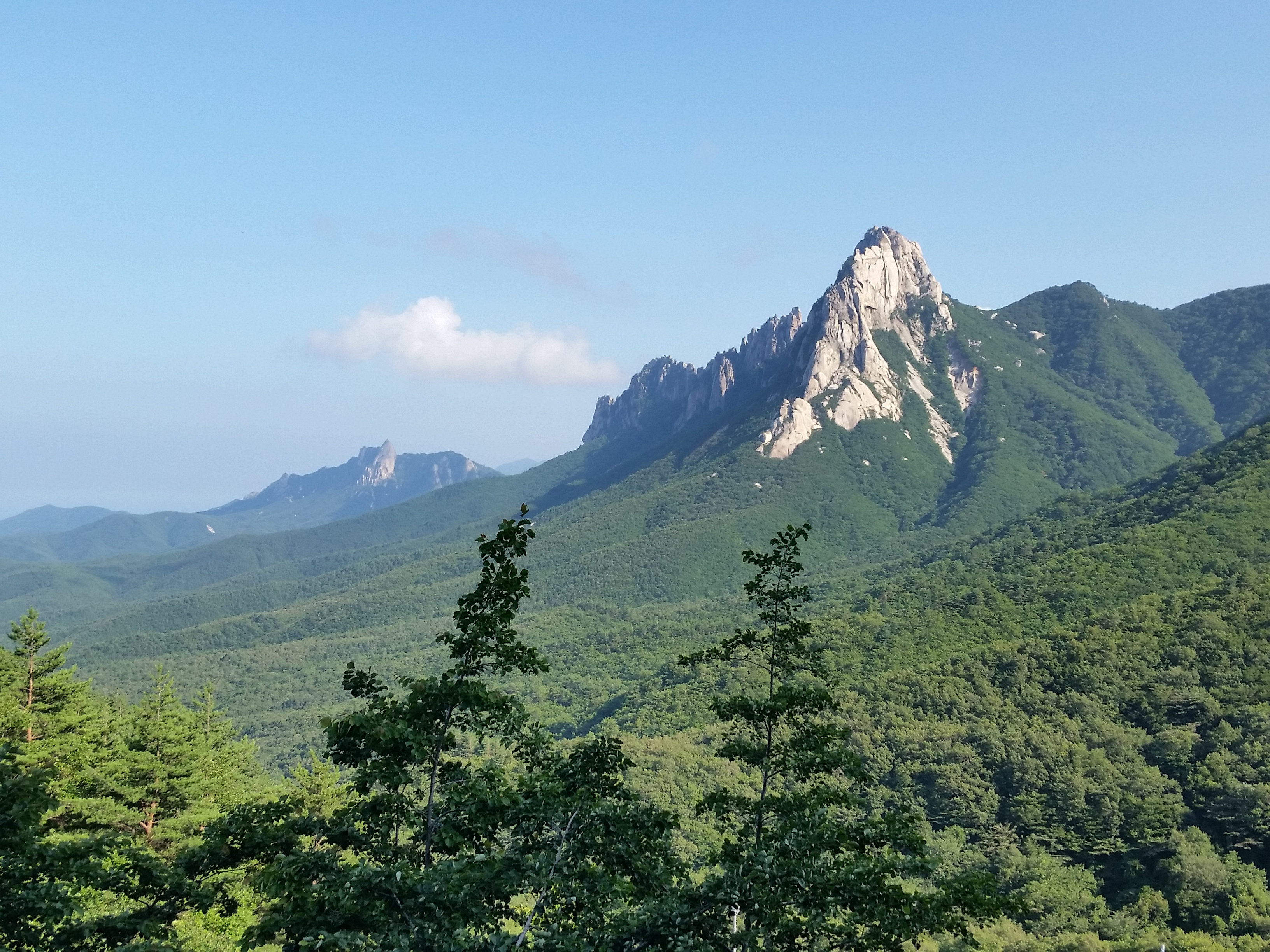
미시령옛길에서 본 울산바위
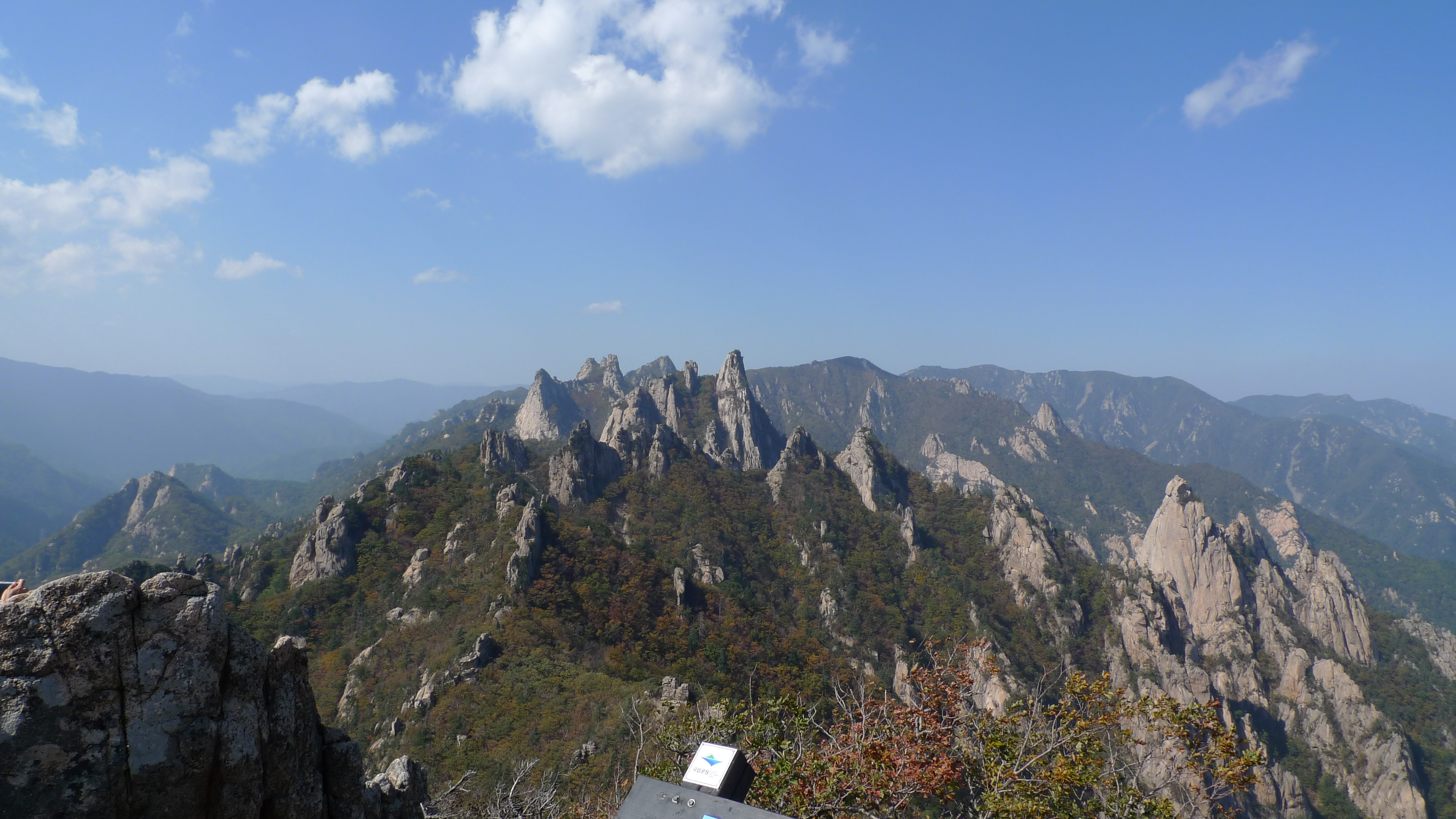
공룡능선

## 같이 보기
- 한국의 산

## 참고 도서
- 문화재청, 《문화재이야기여행 천연기념물 100선 보관됨 2016-08-28 - 웨이백 머신 - 설악산 천연보호구역》, pp112-125, 2016-03-31